# Bacton (Norfolk)
Pour les articles homonymes, voir Bacton.
Bacton est un village et une paroisse civile du Norfolk, en Angleterre.